# Maladie tropicale

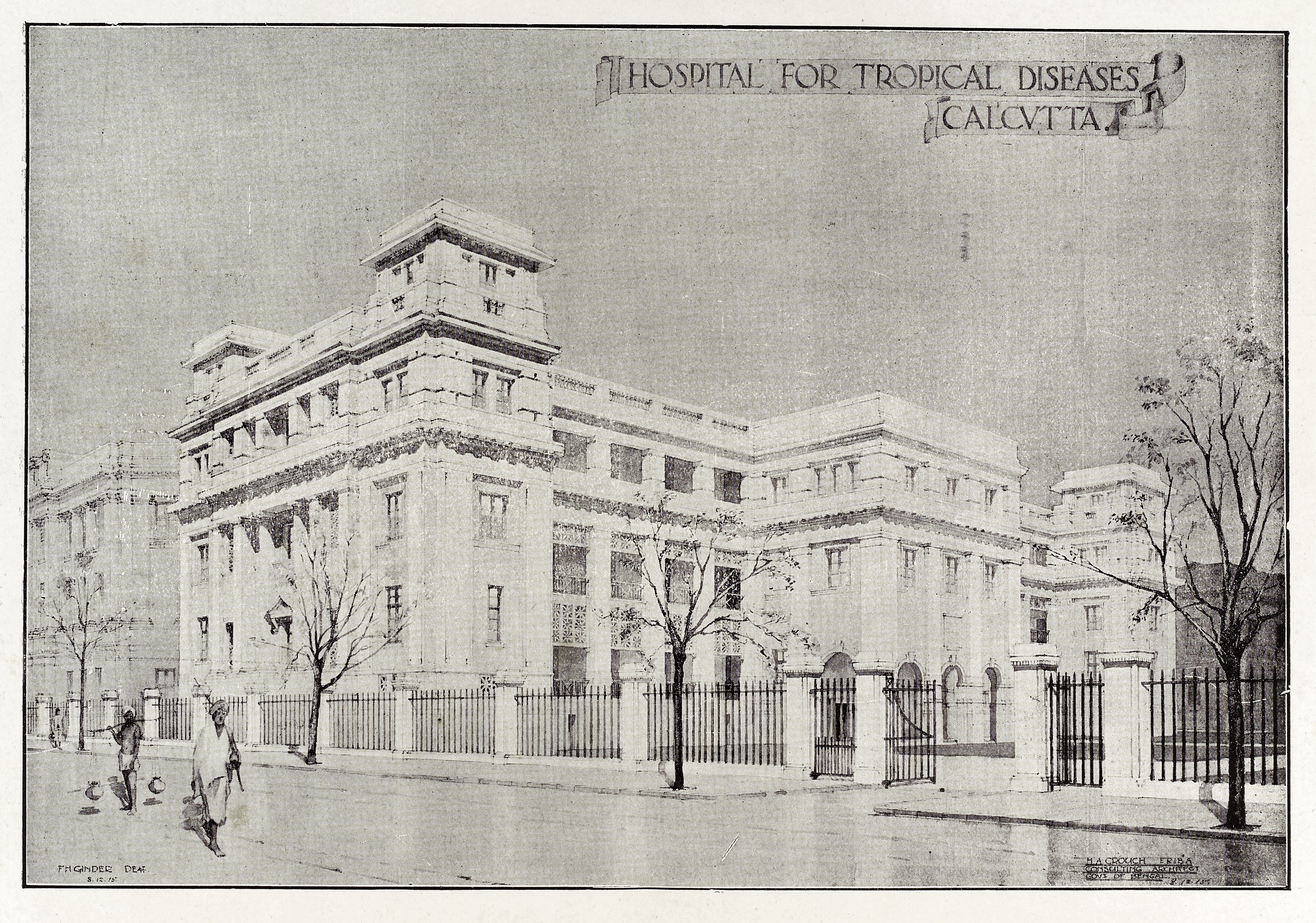
Hôpital des maladies tropicales de Calcutta.

Les maladies tropicales sont des maladies infectieuses qui se produisent dans les tropiques et les régions subtropicales.
Le programme spécial de recherche et de formation concernant les maladies tropicales (TDR, abréviation de l'anglais Tropical Diseases Research) de l'Organisation mondiale de la santé se concentre sur les maladies délaissées qui affectent de façon disproportionnée les populations pauvres et marginalisées. Le protocole actuel inclut les dix maladies suivantes :
- Dengue
- Filariose
- Leishmaniose
- Lèpre
- Maladie du sommeil
- Maladie de Chagas
- Onchocercose
- Paludisme
- Schistosomiase (Bilharziose)
- Tuberculose

Bien que la lèpre et la tuberculose ne soient pas exclusivement les maladies tropicales, leur incidence plus élevée dans les tropiques justifient leur élection. Le choléra et la fièvre jaune entrent également dans cette catégorie.
Certaines maladies tropicales sont plus rares, mais peuvent se produire lors des épidémies soudaines, tel que la fièvre hémorragique de Marbourg, la maladie à virus Ebola, la fièvre de Lassa. Il y a plusieurs centaines de maladies tropicales qui sont moins connues ou plus rares, mais qui ont néanmoins une importance pour la santé publique comme : 
- virus d'Oropouche
- virus du Machupo
- Lobomycose
- fièvre du Nil occidental
- Syndrome du hochement de tête

## Maladie tropicale et voyage
Les maladies tropicales sont une préoccupation du voyageur ou expatrié venant dans une zone tropicale.
Des études ont montré qu'en France, sans doute grâce aux efforts de sensibilisation et des progrès de la prophylaxie, les maladies tropicales ne représentaient que 36 % des maladies infectieuses contractées au retour de voyage dans des zones tropicales BEH 23-24/2006. Le paludisme représente, selon les études, 20 à 75 % des maladies fébriles contractées. On note une proportion importante de malades parmi les migrants originaires des zones tropicales lorsqu'ils retournent au pays, attribuée au fait qu'ils se protègent mal.